# Гнатівка (Самарівський район)
Гна́тівка — село в Україні, в Губиниській селищній громаді Самарівського району Дніпропетровської області. Населення за переписом 2001 року становить 376 осіб.

## Географія
Село Гнатівка знаходиться за 4 км від лівого берега річки Багатенька, за 0,5 км від села Варварівка. У селі бере початок Балка Багата.

## Постаті
- Заворотько Павло Петрович (1924—1984) — правник. Доктор юридичних наук, професор.